# Abroo
Abroo, de son vrai nom Andreas Biernat, né le 31 mai 1977 à Halle-sur-Saale, Saxe-Anhalt, est un rappeur allemand.

## Biographie
Abroo est né dans le land de Saxe-Anhalt en RDA et vit son enfance dans divers quartiers en Halle dans la Saale. À la fin des années 1980, il intègre un internat sportif à Berlin, où il devait devenir sportif de haut niveau. Après la chute du Mur, ses parents vont habiter à Lemgo, où il réside encore actuellement. La jeunesse de Abroo n'est pas toujours facile : sa mère est fortement handicapée, et son père abandonne sa famille au milieu des années 1990. Abroo traite souvent de cette expérience dans ses textes.
En 1991, il commence à rapper sur des textes de rappeurs américains accompagnés d'autres musiques instrumentales. Bientôt, il se met à écrire ses propres textes. D'abord encore en anglais apparaissent diverses tapes. Ensuite en 1997 le premier album en tant que membre du Rapkombo, Companee. Au cours de cette année-là, Abroo participe à différents projets d'enregistrements, dont Abstract Physics avec le rappeur et producteur Paradox. Tous ces projets sont regroupés dans le projet Battledrones.
En 2002 apparaissent son album solo Augenblick et ensuite Kinder des Zorns,,. Il s'implique tant dans la promotion que cela lui apporte un contrat avec une maison d'édition de Moses Pelham. Depuis 2004, il est sous contrat sous le label Buckwheats Music du rappeur Separate, situé à Mayence. Avec Separate et Casper, il fait partie du crew Kinder des Zorns. 
En août 2006, il fait paraître son troisième album solo Zwischen Liebe und Hass. Fin 2007, il quitte ce label et passe un contrat avec le label Plattenbau Ost, la maison de disques de Joe Rilla. En 2009, il fonde avec le rappeur berlinois Dra-Q le groupe Antihelden et, en 2010, il sort Kampf der Veteranen par la maison de disques New Definition, situé à Dresde.

## Discographie

### Albums
- 1992 : Da Headcracka (mixtape)
- 1997 : The Companee EP (avec Louplex et Dure)
- 2000 : Battledrones presents: Underground Beatzeps
- 2001 : Abstract Physics: Neue Frisur
- 2002 : Augenblick!
- 2003 : Darf ich bitten
- 2005 : The Lost Tapes... Das Spiel ist aus!
- 2006 : Zwischen Liebe und Hass
- 2007 : Free Web EP
- 2008 : Schatten und Licht
- 2010 : Kampf der Veteranen (Antihelden)
- 2010 : Kein Happy End (Antihelden)
- 2013 : Piratensender (Antihelden)

### Autres
- 2004 : Rap Art War (Kinder des Zorns)
- 2006 : Über Deutschland (feat. Manuellsen, Snaga, Pillath et Conny Walker) (Juice Exclusive! sur Juice-CD #67)
- 2007 : Sieger Ehrung (feat. Conny Walker) (chanson gratuite)
- 2007 : Boss of the Dorf (feat. Conny Walker) (chanson gratuite)
- 2007 : Pommesbudenflavour  (feat. Paradox) (chanson gratuite)
- 2008 : Glaub mir (feat. Casper) (Juice Exclusive! sur Juice-CD #83)
- 2008 : Ansage Ost (feat. Joe Rilla, Morlockk Dilemma, Dissziplin, Six Eastwood, Zoit, Hammer & Zirkel et Damion Davis) (Juice-Exclusive! sur Juice-CD #90)
- 2008 : Es Reicht (feat. Morlockk Dilemma et Damion Davis) (Juice Exclusive! sur Juice-CD #92)
- 2008 : Ehrlich (feat. M.O.) (chanson gratuite)
- 2009 : Volume Up (feat. Termanology, Mortis One et DJ Fellbaum) (Juice-Exclusive! sur Juice-CD #96)
- 2009 : Fußgängerzone (feat. Hammer & Zirkel) (Juice-Exclusive! sur Juice-CD #100)